# Place de la Nation
La place de la Nation, antiga place du Trône després place du Trône-Renversé (plaça del Tron-Caigut) és una plaça de París situada a cavall entre l'11è i el  12è districtes.

## Històric
L'espai hi era generós. Quan s'havia portat el traçat del mur dels Grangers generals més enllà de la ciutat construïda, que no era de fet més que un camp on hi havia cases amb jardins, monestirs i llocs d'oracions, s'havia deixat un vast espai herbós i rústec amb vinyes i horts fins al recinte i els murs dels jardins de l'antic poble de Picpus ple de vastos convents, de cases d'educació o de jubilació. Sobre aquest espai havia estat instal·lat un tron el 26 de juliol de 1660 per a l'entrada solemne a París de  Lluís XIV i de  Maria Teresa d'Àustria, de tornada de Saint-Jean-de-Luz després del seu matrimoni. D'aquí el seu primer nom de plaça del Tron. Va ser rebatejada plaça del Tron-Caigut després del 10 d'agost de 1792.

## Place du Trône-Renversé(actual place de la Nation) a la Revolució
No era més que un terreny erm. Sobre l'horitzó, es perfilaven les dues columnes superades per les estàtues de  Felip August i Sant Lluís imaginades per  Ledoux per emmarcar les portes de la concessió. És a la banda sud, la més ombrejada, prop del pavelló de dreta construït per Ledoux, que havia estat instal·lada la guillotina.
Les persones guillotinades van ser entre altres:
- André-Marie Chénier, el 25 de juliol de 1794.
- Cécile Renault, el 17 de juny de 1794.
- Henri Admirat, el 17 de juny de 1794.
- Jean-Baptiste Michonis, el 17 de juny de 1794.
- Josse-François-Joseph Benaut, compositor, el 13 de juliol de 1794.

Les persones guillotinades eren inhumades al cementiri de Picpus. La guillotina estava instal·lada a l'emplaçament actual de la botiga Damart.

## La plaça actualment
La plaça pren el nom actual de place de la Nation en ocasió de la festa nacional del 14 de juliol de 1880.
- S'hi troben els dos pavellons i les dues columnes de la barrière du Trône concebudes per Claude Nicolas Ledoux i construïdes per a la barrera de concessió (Mur dels Grangers generals) que emmarquen l'entrada de Vincennes.

- El monument central, «El triomf de la República» és un grup de bronze obra de l'escultor Aimé-Jules Dalou. Ha estat instal·lat el 1889 per al centenari de la Revolució Francesa, originalment de guix i després de bronze el 1899. La República, penjada sobre un globus, és en un carro tirat per lleons i emmarcada per diverses figures simbòliques.

L'estàtua mira cap a la place de la Bastille, creant així un eix republicà utilitzat freqüentment per a manifestacions populars.

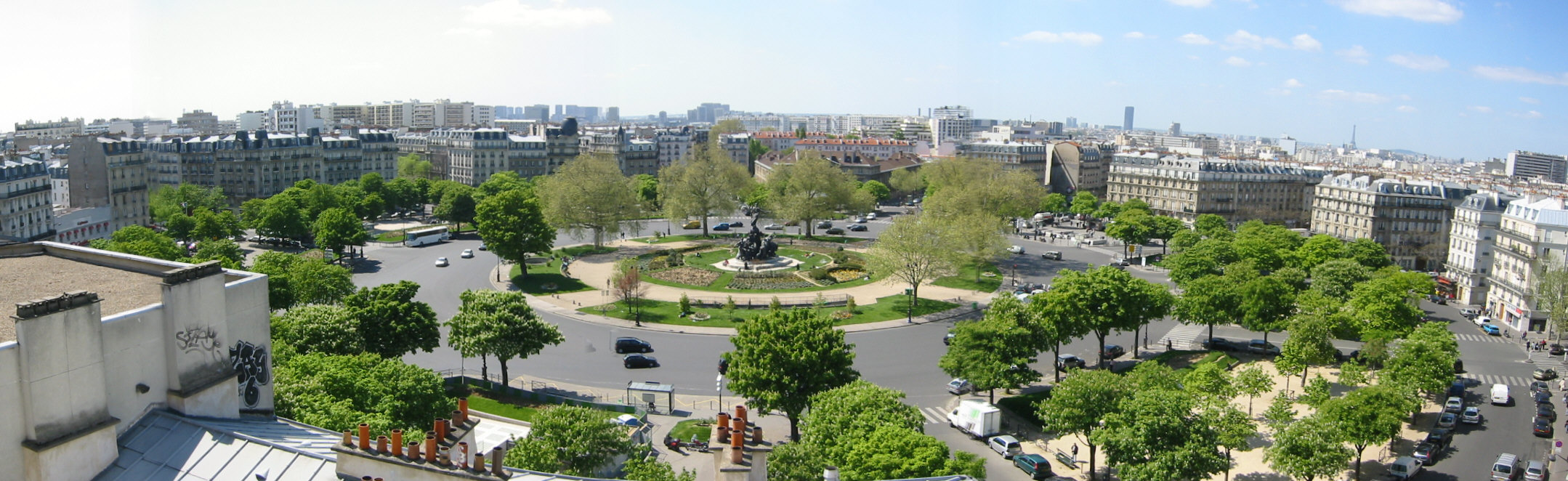
La place de la Nation, fotografiada per Françoise de Gandi.